# Eugeniusz Pokorny

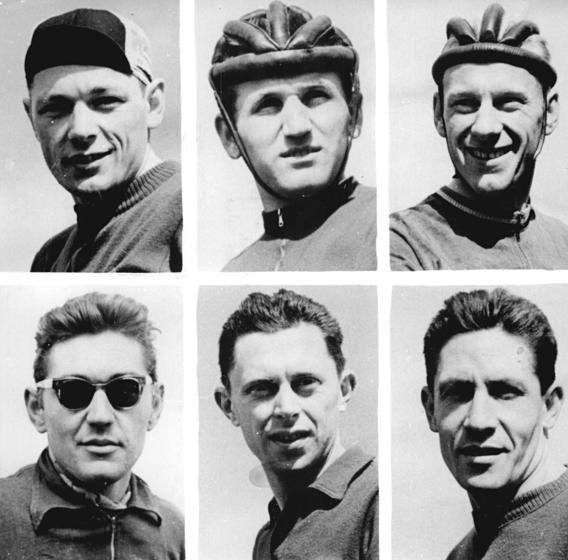
Oben v. l. n. r.: Boguslaw Fornalczyk, Stanislaw Gazda, Wiesław Podobas; Unten v. l. n. r.: Andrzej Piechaczek, Micczyslaw Wiiczewski, Eugeniusz Pokorny

Eugeniusz Pokorny (* 5. Januar 1935 in Potok Złoty; † 3. Mai 2022) war ein polnischer Radrennfahrer und nationaler Meister im Radsport.

## Sportliche Laufbahn
Pokorny war Straßenradsportler. 1961 belegte er in der Bulgarien-Rundfahrt den dritten Platz, 1962 gewann er das Milk Race mit zwei Etappenerfolgen vor Bill Holmes. 1963 konnte er erneut eine Etappe gewinnen. In der Polen-Rundfahrt gewann er 1961 zwei Etappen. Bei fünf Starts war der 6. Platz 1963 sein bestes Gesamtergebnis. In der Internationalen Friedensfahrt 1960 schied er aus. 1962 siegte er in der Karkonoszy-Rundfahrt. 1961 wurde er nationaler Meister im Mannschaftszeitfahren.
1961 und 1962 nahm er an den Einzelrennen der UCI-Straßen-Weltmeisterschaften teil und schied in beiden Rennen aus.